# Yenice, Çorlu
Yenice là một thị trấn thuộc huyện Çorlu, tỉnh Tekirdağ, Thổ Nhĩ Kỳ. Dân số thời điểm năm 2011 là 1.867 người.